# 锈叶新木姜子
锈叶新木姜子（学名：Neolitsea cambodiana），为樟科新木姜子属下的一个植物种。